# 弗兰克·黑文斯
弗兰克·黑文斯（英語：Frank Havens，1924年8月1日—2018年7月22日），美国男子皮划艇运动员。他曾代表美国参加1948年、1952年、1956年和1960年夏季奥林匹克运动会皮划艇比赛，获得一枚金牌和一枚银牌。